# Két öszvér Sára nővérnek
A Két öszvér Sára nővérnek (eredeti cím: Two Mules for Sister Sara) 1970-ben bemutatott amerikai-mexikói romantikus westernvígjáték. Főszereplői  Clint Eastwood és Shirley MacLaine.  A film  rendezője Don Siegel.
A film a Mexikóba való francia beavatkozás időszakában játszódik, a 19. század második felében. Egy amerikai fegyverhős megment egy apácaruhában utazó prostituáltat, aki juarista felkelőknek akar segíteni I. Miksa mexikói császár ellenében. A két ember útja innentől összekapcsolódik.
A film DVD-n eredeti angol szinkronnal 2003. május 6-án, Magyarországon magyar szinkronnal 2010. február 12.-n jelent meg.

## Cselekménye
|  | Alább a cselekmény részletei következnek! |

Mexikóban egy Hogan nevű szerencsevadász megmenti a meztelen Sára nővért a sivatagban, akit három férfi meg akart erőszakolni. Hogan lelövi a három férfit, Sára pedig apácaruhát ölt és eltemeti őket.  Sára elmondja neki, hogy a mexikói felkelőknek segít, akik a franciák ellen harcolnak, ezért ellopta a francia csapatok pénzét, emiatt menekülnie kell.
Hogan a francia helyőrség páncélszekrényének pénzére áhítozik, aminek fele neki jár, ha sikerül elfoglalniuk az erődöt.
Útközben Sára nővér felfedi előttünk, hogy szereti a cigarettát és a whiskeyt. Hogan a franciák vonatát fel akarja robbantani, ami felszerelést és muníciót szállít a katonáknak. Azonban indiánokba botlanak, akik nyilat lőnek Hogan bal vállába. Sára nővér a nyakában lógó fényes kereszt felmutatásával elijeszti őket. Sára kihúzza a nyílvesszőt Hogan vállából, miután az megivott majdnem egy üveg whiskeyt. Ezért Sárának kell felmásznia a hídra, ahol a vonat el fog haladni, hogy dinamitrudat erősítsen rá. Némi lőgyakorlat után, amikor érkezik a vonat, sikerül közös erővel puskával rálőniük a dinamitra, amitől az felrobban, a vonat pedig lezuhan.
Útközben egy francia csapathoz érkeznek, akik miután kivégeznek egy mexikói foglyot, Sára segítségét kérik egy francia ezredes haldoklásakor. Sára elmond egy imát, az ezredes közben felismeri Sárát és kurvának nevezi, majd meghal.
Megérkeznek a mexikói felkelők táborához, akik vezetője Beltrán ezredes. A felkelőknek kevés felszerelése van, ágyújuk, robbanóanyaguk egyáltalán nincs. Sára vállalja, hogy a mexikóiaktól adományokat gyűjt. Ezekből Hogan már meg tudja venni a szükséges robbanóanyagot.
Sára már korábban elmondta Hogannek, hogy a franciák július 14-én nemzeti ünnepüket tartják, ezért akkor mindenki leissza magát és könnyű lesz megtámadni őket. Azonban a vonat felrobbanása miatt a helyőrség teljes készültségben van.
Sára felfedi Hogan előtt, hogy valójában nem apáca, hanem prostituált. Hogy behatoljanak a táborba, Sára felajánlja, hogy őt vigyék oda fogolynak, mert a franciák vérdíjat tűztek a fejére. Hogan odakíséri, eközben a mexikóiak robbanóanyaggal megtöltött állatfigurát visznek a kapuhoz. A kapu megsemmisül, Hogan lelövi a francia tiszteket, a mexikóiak és a franciák között lövöldözés tör ki, amiben sokan elesnek. Hogan időnként stratégiai helyeken dinamitot robbant.
A franciák maradéka visszavonul, a mexikóiak elfoglalják az erődöt. Hogan egy egész páncélszekrényt visz ki talicskával, amit korábbi ígérete szerint megoszt Sára „nővér”-rel.
|  | Itt a vége a cselekmény részletezésének! |

## Szereposztás
- Shirley MacLaine – Sára (magyar hangja: Udvaros Dorottya)
- Clint Eastwood – Hogan (magyar hangja: Szakácsi Sándor)
- Manuel Fábregas (a stáblistában Manolo Fabregas) – Beltrán ezredes
- Alberto Morin – LeClaire tábornok
- Armando Silvestre – 1. amerikai
- John Kelly – 2. amerikai
- Enrique Lucero – 3. amerikai
- David Estuardo – Juan
- Ada Carrasco – Juan anyja
- Pancho Córdova – Juan apja
- José Chávez – Horacio
- José Ángel Espinoza – francia tiszt
- Rosa Furman – Sára barátnője

## A film készítése

### Előzetes munkák
Budd Boetticher, aki régóta Mexikóban él, és az általa írt Randolph Scott westernsorozatról ismert, írta meg 1967-ben az eredeti forgatókönyvet, amit azzal a feltétellel adott el, hogy ő maga lesz a rendező. Boetticher úgy tervezte, hogy a filmben Robert Mitchum és Deborah Kerr lesznek a főszereplők. Kerr figurája a mexikói arisztokráciához tartozott volna, aki a mexikói forradalom elől menekül,  Mitchum alakja pedig egy cowboy lett volna, aki megvédelmezi, amíg el nem jut az Egyesült Államokba.
Carrol Case eladta a történetet Martin Rackinnak, aki Albert Maltznak adta oda, hogy írja át (Maltz szintén Mexikóban él). Maltz verziójában Clint Eastwood egy szerencsevadászt játszik, aki a juaristákat segíti, ahogy a Shirley MacLaine által játszott prostituált is. A történet idejét a francia beavatkozás időszakára tették át.
Boetticher kifejezte nemtetszését MacLaine erkölcstelen figurájával kapcsolatosan, aki egyáltalán nem nézett ki apácának, az ő elképzelésével ellentétben, amely szerint az arisztokrata nő a történet végén nagy meglepetést okozott volna a nézőknek. Bár Boetticher Eastwood, és a rendező,  Don Siegel barátjának számít, Siegel elfogadta Boetticher ellenérzéseit a filmmel kapcsolatban.

### Szereplőválogatás
Eastwoodnak Elizabeth Taylor mutatta meg a forgatókönyvet. Sára nővér Taylor lett volna, de ő Spanyolországban szeretett volna forgatni, ahol éppen akkori férje, Richard Burton filmezett. Sára szerepére mexikói színésznőt szerettek volna. Eastwood úgy gondolta, hogy a stúdió túlságosan ragaszkodott MacLaine-hez, akihez nagy reményeket fűztek a Sweet Charity című filmje miatt (Charity, te édes / Szívem csücske – rendező Bob Fosse). Siegel és Eastwood is nehezen jöttek ki MacLaine-nel. A Két öszvér Sára nővérnek volt az utolsó olyan film, amiben Eastwood elfogadta, hogy a második helyen játszik, és 25 évnek kellett eltelnie, amíg megkockáztatta, hogy egy színésznő vezető szerepe beárnyékolja (The Bridges of Madison County – 1995).

### Forgatás
A filmet 65 nap alatt vették fel Mexikóban (részben Tlayacapan településen), a forgatás összköltsége 4 millió dollár körül volt. A szereplők és a stáb több tagja megbetegedett az ételekhez és a vízhez való hozzászokás ideje alatt. Bruce Surtees a kamerát kezelte és közvetített Siegel és Gabriel Figueroa között (Bruce Surtees Siegel következő filmjében, a The Beguiled-ben is dolgozott). Figueroa sok fényszűrőt használt a filmbeli látvány eléréséhez. Eastwood elmondta, hogy ténylegesen meg kellett ölnie a csörgőkígyót a filmben, mert a mexikói hatóságok nem engedték, hogy szabadon engedjék a forgatás után. Eastwood megjegyezte, hogy ő nem akarta megölni, mivel ellenzi az állatok megölését.

## Fogadtatás

### Mozibevételek
A film 5 millió dolláros bevételt produkált az Egyesült Államokban, ez szerény hasznot hozott a 4 milliós költségvetéssel szemben.

### Kritikai fogadtatás
A Két öszvér Sára nővérnek vegyes fogadtatásban részesült a kritikusok részéről. Roger Greenspun a The New York Timestól ezt mondta róla: „Nem vagyok biztos benne, hogy nagyszerű film, de nagyon jó film, megmarad az ember emlékezetében”. A Los Angeles Herald-Examiner kritikája szerint a Két öszvér Sára nővérnek „végig szórakoztató film, amiben Clint Eastwood eddigi legjobb alakítását nyújtja”. A The New York Times Guide to the Best 1,000 Movies Ever Made című könyv („A The New York Times útmutatója a legjobb 1000 filmhez, ami valaha készült”) tartalmazza a Két öszvér Sára nővérnek című filmet is.
A filmkritikusok véleményét összegző Rotten Tomatoes 75%-ra értékelte 8 vélemény alapján.

## Díjak, elismerések
- 1971: Arany Laurel díj, harmadik hely (elnyerte): Clint Eastwood – „legjobb alakítás”
- 1971: Arany Laurel díj, ötödik hely (jelölés): Shirley MacLaine – „legjobb női alakítás vígjátékban”[20]

## Érdekesség
A film címe (Két öszvér Sára nővérnek) arra utal, hogy Sára egy öszvéren lovagol, Hogan pedig saját elmondása szerint makacsabb, mint egy öszvér.

## Anakronizmus
A film története mindenképpen 1867 előtt játszódik, mivel akkor I. Miksa mexikói császárt megfosztották trónjától és kivégezték. A dinamitot Alfred Nobel svéd mérnök-vegyész 1866-ban találta fel, és 1867-ben szabadalmaztatta Németországban. Valószínűtlen, hogy a szabadalmaztatás előtt az Amerikai Egyesült Államokban már gyártották volna és lehetett volna kapni dinamitot. (Hogan meg is jegyzi a filmben, hogy Mexikóban nem lehet kapni, ezért át kell mennie érte az Egyesült Államokba.)

## Fordítás
Ez a szócikk részben vagy egészben  a   Two Mules for Sister Sara című angol Wikipédia-szócikk ezen változatának fordításán alapul.  Az eredeti cikk szerkesztőit annak laptörténete sorolja fel. Ez a jelzés csupán a megfogalmazás eredetét és a szerzői jogokat jelzi, nem szolgál a cikkben szereplő információk forrásmegjelöléseként.